# Emmalyn Estrada
 (mars 2011).
Si vous disposez d'ouvrages ou d'articles de référence ou si vous connaissez des sites web de qualité traitant du thème abordé ici, merci de compléter l'article en donnant les références utiles à sa vérifiabilité et en les liant à la section « Notes et références ».
Emmalyn Estrada, née le 5 avril 1992, est une chanteuse, compositrice, actrice et danseuse canadienne de descendance philippine. Son premier single Get Down est entré dans le Billboard Canadien Hot 100 lors de la semaine du 29 août 2009, se classant 88 avant de se classer 59 pour la semaine du 31 octobre 2009.

## Biographie et carrière
Les influences musicales d'Emmalyn Estrada sont Lady Gaga, Demi Lovato, JoJo, Paramore, Kelly Clarkson, Beyoncé, Taylor Swift, Michael Bublé, Keri Hilson et Christina Aguilera.
En mai 2009, Emmalyn a participé à la compétition des Beat Music Awards 2009, dont elle est la gagnante. Le 2 juillet 2009, elle a sorti son premier single Get Down. Puis le 29 novembre 2010, elle a sorti un deuxième single, Don't Make Me Let You Go.
En octobre 2009, Emmalyn décide de quitter sa ville natale (Vancouver) pour s'installer à Los Angeles en Californie. Dès son arrivée là-bas, elle signe un contrat avec le label du producteur Chris Stokes qui devient également son manager.
En juin 2011, Emmalyn décide de repartir vivre à Vancouver et le 25 juin 2011, elle donne un concert au World of Dance Vancouver. Le 1er juillet 2011, Emmalyn a chanté au Cloverdale Amphitheatre en tant que chanteuse de fond pour sa sœur Elise Estrada.
En août 2011, elle repart à Vancouver, afin de travailler sur son premier album avec Adam H[Qui ?], son nouveau manager.
À partir de décembre 2011, elle commence le tournage de son premier film, L'Arbre à souhaits.
Elle a fait partie du groupe féminin, G.R.L., créé par Robin Antin en 2013 avant de le quitter en 2015.

### Vie privée
Emmalyn est la cadette de sa famille et a fréquenté l'école secondaire régionale Holy Cross à Surrey en Colombie-Britannique. En octobre 2009, Emmalyn décide de déménager à Los Angeles, en Californie. En juin 2011, elle retourne dans sa ville natale de Surrey, en Colombie-Britannique. Elle est la plus jeune sœur d'Elise Estrada.
En juin 2014, elle officialise publiquement son union avec Benjamin Horlick, arrière-petit-fils du philanthrope William Horlick, notamment connu pour avoir popularisé la recette actuelle du milk-shake en 1922.

## Discographie

### Avec les G.R.L.
Album studio
- 2014 : G.R.L.

Singles
- 2013 : Vacation
- 2014 : Show Me What You Got
- 2014 : Rewind
- 2014 : Don't Talk About Love
- 2014 : Girls Are Always Right
- 2014 : Wild Wild Love (Pitbull feat G.R.L.)
- 2014 : Ugly Heart
- 2015 : Lighthouse

### En solo
- 2009 : Get Down
- 2009 : Paper Doll
- 2010 : Don't Make Me Let You Go
- 2011 : Across The Sky (Boombox Saints feat Emmalyn Estrada)
- 2012 : Hella Hard (Mossamo feat Emmalyn Estrada)
- 2012 : Our Promise (J-Reyez feat Emmalyn Estrada)
- 2012 : Blind (Boombox Saints feat Emmalyn Estrada)
- 2012 : Peekaboo Style (Boombox Saints feat Emmalyn Estrada)
- 2016 : #FreeTitties
- 2016 : Hungover
- 2017 : Phone Off
- 2017 : Bigger Than You
- 2017 : Self Care

Covers
- 2011 : Thinkin Bout You de Frank Ocean (Emmalyn & DJ Hunt)
- 2011 : Trust Issues de Drake (Emmalyn & DJ Hunt)
- 2011 : Look at Me Now de Chris Brown (Emmalyn & DJ Hunt)
- 2014 : Love on Top de Beyoncé
- 2016 : Someone Like You d'Adele

## Filmographie
- 2012 : L'arbre à souhaits : Juliet Espinoza (téléfilm)
- 2013 : Bates Motel : Hayden (4 épisodes)
- 2013 : Forever 16 : Trisha (téléfilm)

## Distinctions
| Année | Prix                        | Catégorie                                         | Travail nommé | Résultat   |
| ----- | --------------------------- | ------------------------------------------------- | ------------- | ---------- |
| 2010  | Canadian Radio Music Awards | Best New Artist or Group-Rhythmic/Urban/R&B/Dance | Get Down      | Nomination |